# Schöttelkranz

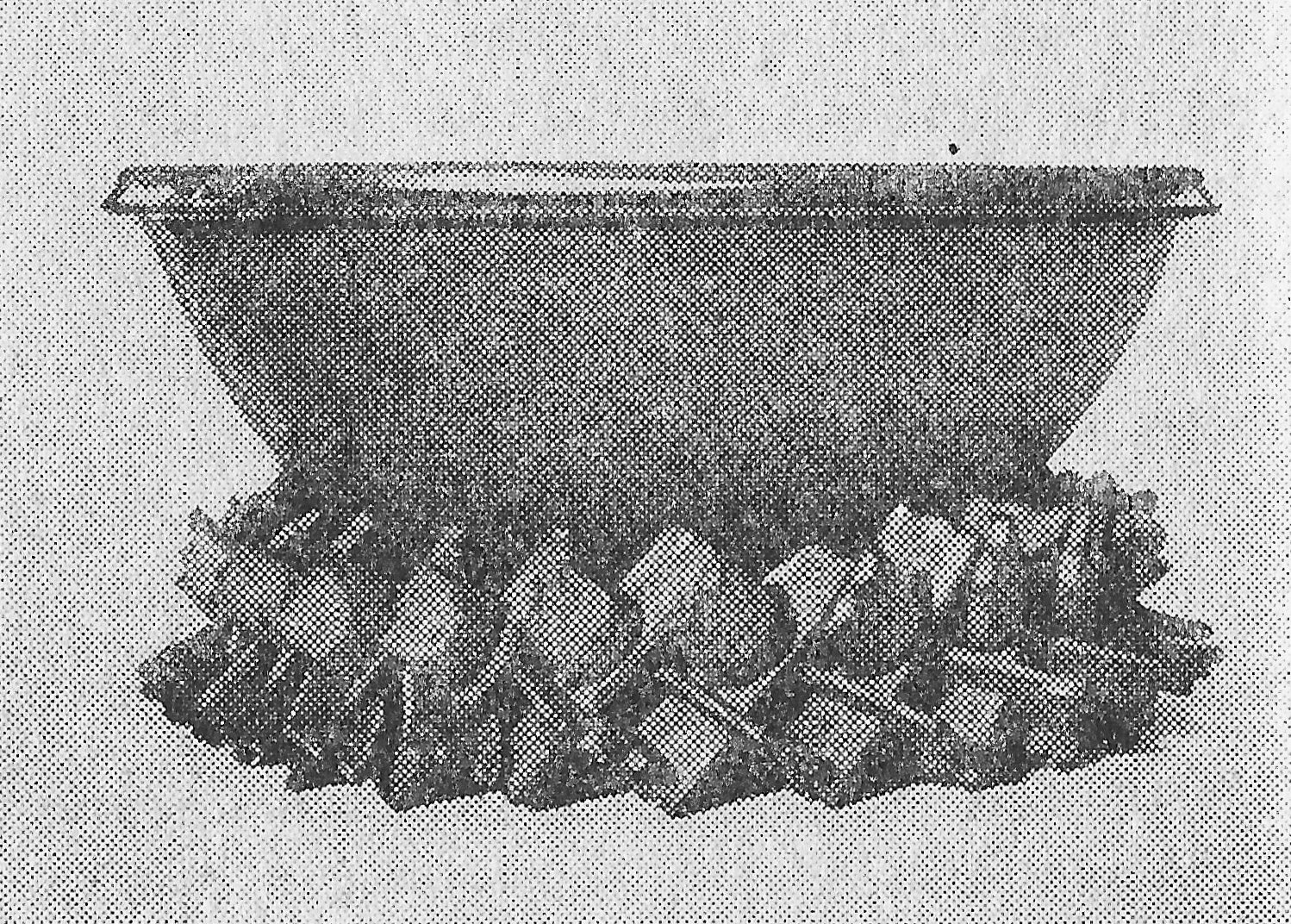
Schöttelkranz mit Gefäß

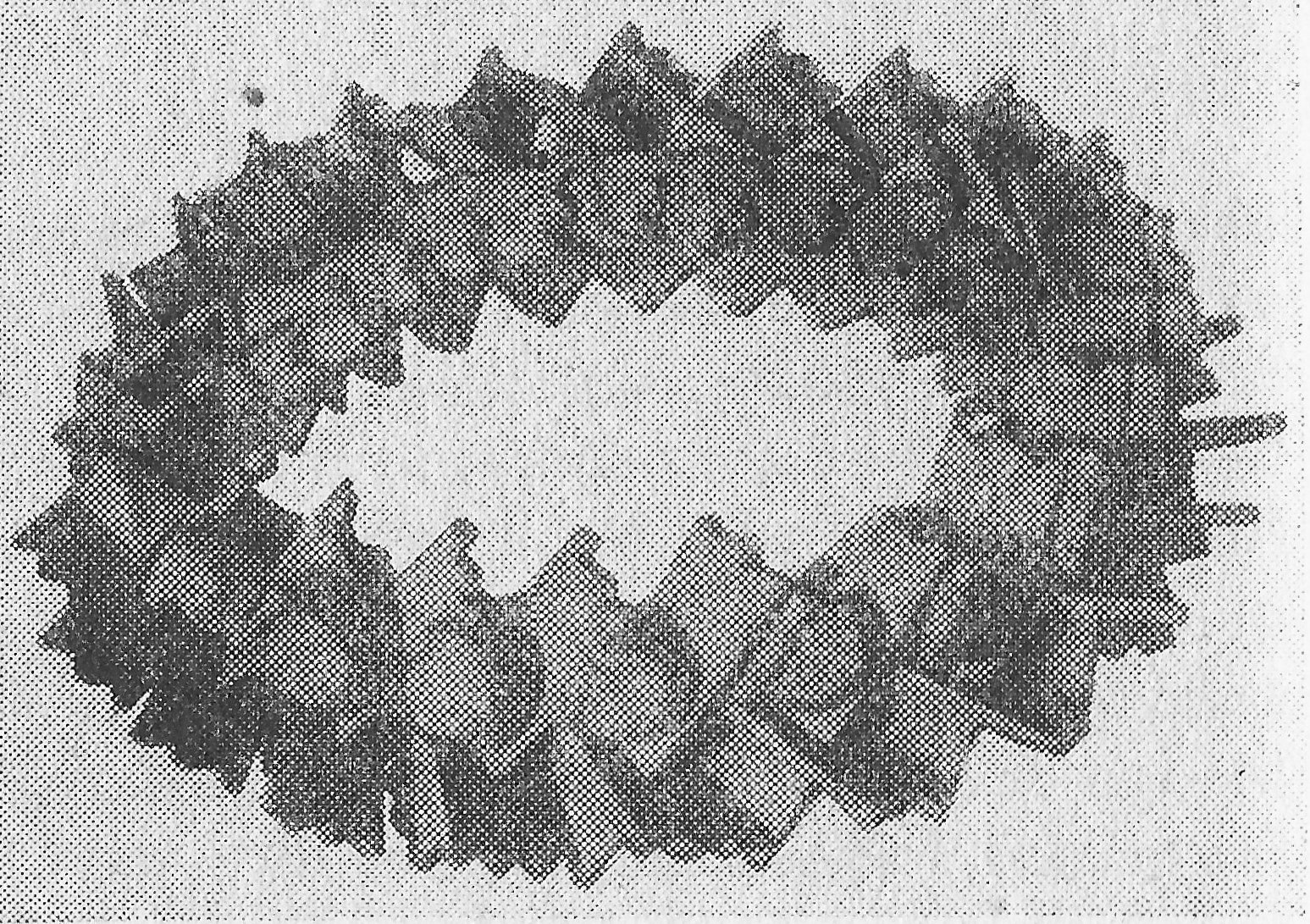
Schöttelkranz, Foto um 1935

Der Schöttelkranz ist ein aus Holz in Form eines Kranzes gefertigter Untersetzer, auf den Gefäße mit heißen Speisen auf den Tisch gestellt werden können.
Er gehörte in der Vergangenheit in den ländlichen Gebieten der Magdeburger Börde zu den weit verbreiteten Haushaltsgegenständen, die Nutzung war jedoch bereits in der ersten Hälfte des 20. Jahrhunderts weniger gebräuchlich. Auch für die Region Braunschweig ist die Verwendung belegt. Historisch wurden die zierlich gefertigten Schöttelkränze häufig von Dorfschäfern geschnitzt.